# Henrik Sillem
Henrik Sillem (Amsterdam, 12 agosto 1866 – Courmayeur, 13 luglio 1907) è stato un tiratore a segno olandese.

## Biografia

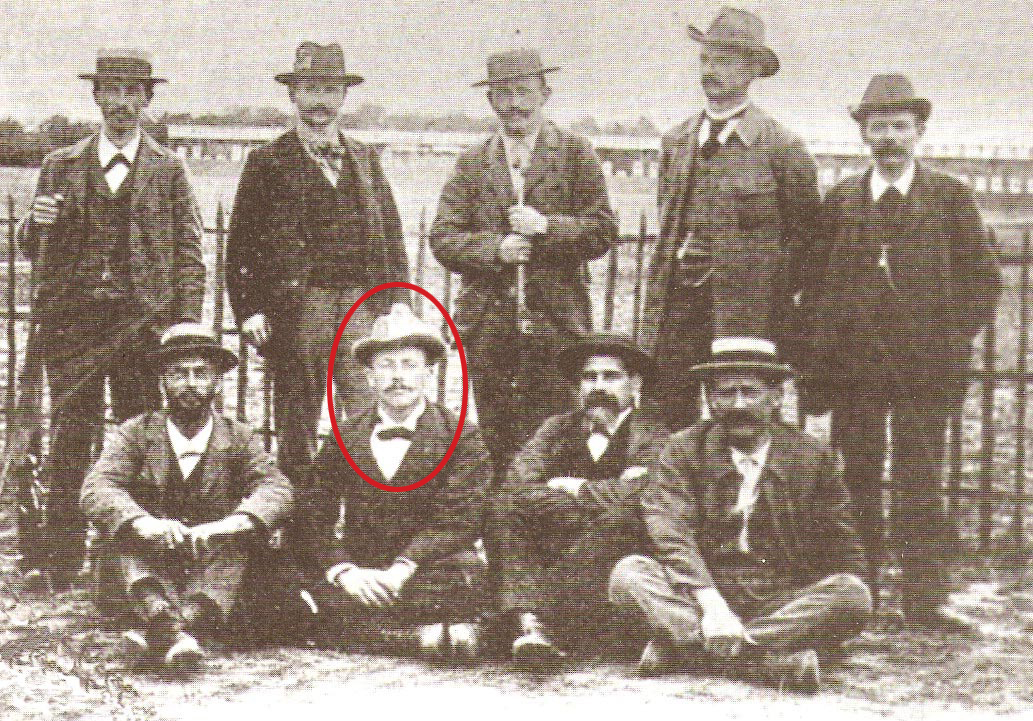
Henrik Sillem

Sillem fu figlio di Johann Gottlieb Sillem, banchiere di Hope & Co., e della jonkvrouwe Judith Catharina Henriette Hoeufft. Henrik studiò giurisprudenza all'Università di Amsterdam dove si laureò l'8 maggio 1891. Pochi giorni dopo la laurea, Sillem si sposò ad Arnhem con la jonkvrouwe Susanna Catharina Beatrix des Tombe, dalla quale divorziò nel 1897.

## Carriera
Partecipò ai Giochi olimpici di Parigi 1900 nelle gare di tiro a segno di pistola e di carabina. Il suo miglior risultato fu la medaglia di bronzo conquistata nella gara di pistola 50 metri a squadre. Sillem aveva, in realtà, già preso parte a gare di tiro a segno ai primi campionati mondiali della disciplina, in cui aveva ottenuto buoni risultati.
Morì a 41 anni a causa di una fatale caduta durante una discesa dal Monte Bianco.

## Palmarès

### Giochi olimpici
- 1 medaglia:
  - 1 bronzo (pistola 50 m a squadre a Parigi 1900).

### Campionati mondiali
- 6 medaglie:
  - 1 argento (carabina militare 300 m 3 posizioni a squadre a Lucerna 1901).
  - 5 bronzi (carabina 300 m in piedi e carabina 300 m in ginocchio a Lione 1897; carabina 300 m in ginocchio a L'Aia 1899; pistola 50 m a squadre a Parigi 1900; carabina 300 m 3 posizioni a Lucerna 1901).